# Єдиний економічний простір

Єдиний економічний простір

Єди́ний економі́чний про́стір (ЄЕП) — економічний простір, у межах якого відсутні бар'єри на шляху руху товарів, послуг, капіталів та робочої сили й функціонує єдина система інститутів економічного регулювання.

## Історичні аспекти
В основу лягла Угода про формування Єдиного економічного простору, підписана 19 вересня 2003 в Ялті.
До 2014 безпроблемно реалізовувався як проект економічної інтеграції трьох держав СНД — Росії, Казахстану, Білорусі.
ЄЕП працює на території Росії, Білорусі та Казахстану з 1 січня 2012 року. Повною мірою інтеграційні угоди ЄЕП почали працювати з липня 2012 року.

## Проблемні аспекти
В результаті російської збройної агресії Росії супроти України у 2014 році, багато параметрів співробітництва між обома державами були суттєво ускладнені.

## Країни ЄЕП у світі

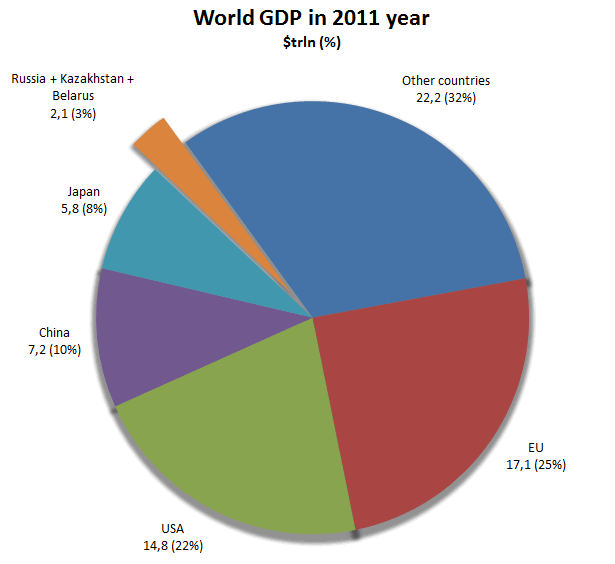
Частка країн ЄЕП (Білорусь, Казахстан і Росія) у світовому ВВП:
Інші країни - $19.44 трлн. (30.8%)
ЄС - $16.07 трлн. (25.9%)
США - $14.67 трлн. (23.2%)
Китай - $5.88 трлн. (9.3%)
Японія - $5.46 трлн. (8.7%)
ЄЕП (Білорусь, Казахстан, Росія) - $1.66 трлн. (2.6%)

Загальна частка ВВП трійки країн ЄЕП в 2010 році склала 2,6 % від світового.

## Корупційні проблеми
За рівнем корупції, згідно з рейтингом Transparency International в 2010 році, Казахстан посів 105 місце серед 178 країн, Білорусь — 127, Росія — 154.
За рейтингом економічних свобод оприлюдненим The Heritage Foundation в 2010 році, Казахстан посів 78 місце серед 178 країн, Росія — 143, Білорусь — 155.
Згідно з індексом демократії, який щорічно складає Economist Intelligence Unit — Росія посідає 117 місце («Авторитарний режим») серед 167 країн, Казахстан — 137 («Авторитарний режим»), Білорусь — 139 («Авторитарний режим»).